# Лієпая (аеропорт)
Аеропорт Лієпая (латис. Starptautiskā lidosta "Liepāja") — регіональний міжнародний аеропорт на заході Латвії, один з трьох міжнародних аеропортів в Латвії (IATA: LPX, ICAO: EVLA).
Розташований за межами міста, на північний схід від озера Цімденіекі, в 7 км від центру міста.

## Історія
Аеродром в Лієпаї почав діяти в 1926 році і спочатку використовувався для навчання льотчиків. З 1937 року почалися пасажирські рейси з аеропорту. Аеропорт діяв в радянський і пострадянський час.
У 2009 році, з початком економічної кризи пасажирські рейси з аеропорту були тимчасово припинені. З 2014 року почалася реконструкція аеропорту, після якої він був знову відкритий 16 травня 2017 року. В даний час здійснюється регулярне авіасполучення з Ригою літаками Bombardier Q400 NextGen . Планується відкриття інших рейсів.